# ローバー・800
800は、ローバーとホンダが共同開発を行い、ローバーブランドで販売していた高級車である。

## 概要
1980年代初頭、経営難に陥っていたブリティッシュ・レイランド（BL）は開発費を捻出できないことから、陳腐化し信頼性にも問題を抱えた同社のフラッグシップモデルであるSD1を刷新できない状態にあった。一方、1979年からBLと提携関係にあった日本の本田技研工業（ホンダ）では、アコードの上級車種の販売を計画していたものの、高級車開発のノウハウがないことから、開発に際して互いの思惑が一致し、共同開発を行うことになった。
1985年にホンダよりレジェンドが先に発売され、ローバー・800は翌1986年に発売された。ホンダ製 2.5 L V6 SOHC24バルブエンジンと、自社製 2.0 L 直4 DOHCエンジンが搭載されていた。プラットフォームはレジェンドと同一ながら、ローバーブランドの伝統を感じさせる内外装で差別化が図られ、上級グレードにはイギリスの名門であるコノリーレザー製レザーシートや、ハンドメイドのウォールナットパネルが装備された。
レジェンドが1990年にモデルチェンジして2代目に移行した一方、ローバー・800はマイナーチェンジを受けながら1999年まで継続して生産・販売された。途中1992年のマイナーチェンジ（R17系）では、フルスキンチェンジとも言うべきほど外板が一新され、当初のモデルに比べて丸みを帯びた外観となっている。
1998年に生産が終了し、翌1999年になって後継となるローバー・75が発売された。

### 「スターリング」による対米輸出
ローバーは800のアメリカ合衆国への輸出を望んでいたが、同社はSD1の低品質と低信頼性による失敗に伴って同国市場から撤退を余儀なくされたばかりであった。そこで、同地の消費者の間でマイナスイメージが定着したローバーブランドによる再進出は困難と判断し、北米販売用の新たなブランドとして「スターリング（Sterling）」が創設された。
アメリカでのディーラー網構築後、イギリスの工場で生産された「スターリング 825L/SL」が1987年から1988年まで、「スターリング 827L/SL」が1988年から販売された。しかし、期待に反してスターリングでも品質問題が発生し、調査会社JDパワーにも酷評されたことで販売は低迷、1991年には廃業・販売中止となった。
一方、ホンダは1986年に、レジェンドをフラッグシップとしその下にインテグラなどを揃えた新たな高級車ブランド「アキュラ」を北米で開業、レジェンドの販売も好調で成功をおさめ、現在も展開を続けている。

### 日本仕様
- 1987年（昭和62年）からオースチンローバージャパン（1989年、ローバージャパンに改称）が販売を行っていた。

ホンダ製 C25A型 V6 2.5 Lを搭載した最上級モデル「スターリング」（Sterling）が販売された。初期の日本向けローバー・800は、本田技研埼玉製作所（狭山工場）で生産が行われた。当初は左ハンドル仕様車も設定されていた。
1989年（平成元年）にマイナーチェンジされ、V6エンジンが2.7 L（ホンダ製C27A型）に拡大された。外装ではバンパーが延長され、アルミホイールの意匠変更を行った。また、従来モノグレードであったが「827スターリング」の他にSD1を彷彿させるような5ドアハッチバック「827ビテス」（Vitesse）、スターリングをベースにファブリックシートとするなど価格を抑えた「827 Si」の2グレードが新たに加わった。
日本国内のCMには当初、ウェザー・リポートの「A Remark You Made」がCMソングに用いられたものが放送され、1989年（平成元年）からは浅野ゆう子が出演していた。
1993年（平成5年）、フロントグリルの付くR17系へマイナーチェンジ。グレード体系も刷新され、特徴的であったハッチバック「ビテス」、廉価版「Si」はラインナップから外れる。従来の「スターリング」に相当する「827 SLi」、新登場のクーペボディを纏う「827 SLiクーペ」 、自社製の直4 DOHCを搭載した「820 SLi」の3グレードとなる。また、全車右ハンドル仕様車のみの設定となり、運転席エアバッグが標準装備とされた。
1994年（平成6年）、両席エアバッグを標準装備とし、円高還元を実行、価格が引き下げられた。
1996年（平成8年）、マイナーチェンジ。ホンダ製V6を廃止し、新たに自社製V6 DOHC 2.5 Lへ変更する。外装では素材色であったラバーモールがカラーキー化されるなど、少し変化が見られた。グレード体系も見直され「825 SLi」、「825 SLiクーペ」、ファブリックシート仕様の「825 Si」が登場する。
1997年（平成9年）、小変更。クーペ及び廉価版Siを廃止。モノグレード化に伴い825 SLiを「800 SLi」とした。